# Palazzo Spinelli di Fuscaldo
Il Palazzo Spinelli di Fuscaldo è un palazzo di Napoli, ubicato in via Costantinopoli 104 e contiguo a quello dei Castriota.

## Storia
Il monumentale palazzo fu residenza dei Castriota, marchesi di Atripalda e nel XVII secolo appartenne alla famiglia Marciani: per questo venne occupato durante la rivolta di Masaniello perché i Marciani erano i giudici della Vicaria.
Nel Settecento passò alla famiglia Spinelli di Fuscaldo, il cui esponente Giuseppe Spinelli divenne arcivescovo di Napoli.
In questo periodo il palazzo visse uno splendore artistico e culturale, che precedette però una fase di decadenza che durò per tutto il XIX secolo; nel 1890 il piano nobile venne ceduto al notaio Tavassi, mentre gli altri piani vennero venduti.
Nel 1938 l'immobile fu sottoposto a vincolo dalla sovrintendenza come monumento di interesse storico e nel 1942 venne acquistato da Achille Lauro, che lo utilizzò come uffici della polizia militare e della Camera del Lavoro. Negli anni settanta del Novecento venne incorporato dall'Università "Federico II" destinandolo ad ambienti della Facoltà di Medicina.
La composizione dell'edificio è costituita da un piano terra che un tempo era destinato alle scuderie e da tre piani superiori; nel cortile a pianta rettangolare è presente una loggia ad arco, dalla quale si accede al giardino. In quello che era il salone da ballo resta la volta affrescata nel 1791 da Pietro Bardellino; mentre in altri due ambienti vi sono affreschi parietali di gusto neopompeiano attribuiti a Giuseppe Cammarano.
Nell'edificio nacque Gaetano Azzariti che fu presidente della corte costituzionale.